# アルメル・ファエッシュ
アルメル・ファエッシュ（Armelle Faesch、1981年12月26日 - ）は、フランスの元女子バレーボール選手。元フランス代表。

## 来歴

### クラブチーム
ミュルーズ出身。ジュニアのクラブを経て、1999年、RCカンヌへ入団。在籍した3年間はフランス国内リーグで3回、フランスカップで2回の優勝を経験した。2002年、La Rochette Volleyへ移籍した。2003/04シーズンのフランス国内リーグでは準優勝した。2004/05シーズンはVBC Riom Auvergneでプレーした。2005年、ASPTTミュルーズへ移籍した。在籍した10年間でフランスリーグで準優勝6回の成績を残した。2010/11シーズンのフランスリーグではベストセッター賞を受賞した。2014/15シーズンをもって現役を引退した。

### 代表チーム
アンダーカテゴリーの代表を経て、2007年、シニア代表に初選出され、同年の欧州選手権に出場し8位となった。2009年のヨーロッパリーグでは4位となった。2011年、欧州選手権に出場した。

## 球歴
- 欧州選手権 - 2007年、2009年、2011年

## 受賞歴
- 2011年 - 2010/11フランスリーグ ベストセッター賞

## 所属クラブ
- RCカンヌ（1999-2002年）
- La Rochette Volley（2002-2004年）
- VBC Riom Auvergne（2004-2005年）
- ASPTTミュルーズ（2005-2015年）